# ميكيل بواديس
ميكيل بواديس (بالإسبانية: Miquel Buades i Crespí)‏ هو لاعب كرة قدم إسباني، ولد في 4 مارس 1980 في لا بويبلا في إسبانيا. لعب مع ريال مايوركا.